# Roveredo di Guà
Roveredo di Guà – miejscowość i gmina we Włoszech, w regionie Wenecja Euganejska, w prowincji Werona.
Według danych na rok 2004 gminę zamieszkuje 1361 osób, 136,1 os./km².